# اوسركون الأول
اوسركون الأول، (بالإنجليزية: Osorkon I)‏ ، هو ابن شيشنق الأول وزوجته الرئيسية، (كرو مات آ, سخم خبر رع). اوسركون الأول كان ثاني ملك لمصر من االأسرة المصرية الثانية والعشرون، وحكم للفترة من حوالي 922 ق.م.-887 ق.م.

## فترة الحكم
خلف اوسركون الأول والده شيشنق الأول الذي توفي غالباً في خلال 2-3 سنوات من حملته الناجحة 925 ق.م. تميز عهد اوسركون الأول بالعديد من مشاريع تشييد المعابد وكان عهداً طويلاً مزدهراً في تاريخ مصر. فقد استطاع اوسركون الأول أن يثبت دعائم النظام الذي أرساه أبوه شيشنق، وأقام مقرا له بالقرب من اللاهون وتشهد النقوش وتيجان الأعمدة في تل بسطة بمدى ماوصلت إليه عناصر التجميل للمقر الذي اتخدته الأسرة الثانية والعشرين. وقام اوسركون كذلك بتجهيز المعابد في هليوبوليس تجهيزا فاخرا، ويؤكد تمثاله الذي عثر عليه في جبيل مدى العلاقات الوثيقة التي أقامها مع لبنان. وكان عهد اوسركون الأول عهد هدوء وسلام، ومع ذلك ، فقد واجه ابنه وحفيده تاكيلوت الأول واوسركون الثاني، فيما بعد صعوبات في السيطرة على طيبة ومصر العليا حيث كانت المواجهات مع الملك المنافس: هاريسايس أ. لم يتم العثور على مقبرة الملك اوسركون الأول.